# Kaïk
Een kaïk is een traditionele smalle houten roei- of zeilboot.
Kaïks worden voornamelijk in Turkije en Griekenland gebruikt en zijn enigszins vergelijkbaar met een skiff. Deze zeer eenvoudige en vrij kleine boten, die tot 25 personen kunnen vervoeren, worden al honderden jaren in de Turkse en Griekse wateren gebruikt. Ze worden heden ten dage vooral gebruikt voor minicruises in toeristische gebieden.